# Plaga (zespół muzyczny)
Plaga – polski zespół muzyczny wykonujący black metal. Powstał w 2008 roku w Olsztynie. Tematyka utworów skupia się wokół satanizmu, apokalipsy oraz antyczłowieczeństwa. Członkowie grupy starają się pozostać anonimowi.

## Skład
Obecny skład zespołu
- Conqueror – gitara

- Wojciech – wokal, gitara, perkusja

Muzycy koncertowi
- Draconis – gitara

- Angst – wokal
- Necrosodom – wokal

Oś czasu

## Dyskografia[1]
Dema
Dema
- Trąby zagłady/Triumfalny taniec... (2009)
  1. Trąby zagłady (Trumpets of Doom)
  2. Instrumental
  3. Triumfalny taniec... (Triumphant Dance)

EP
- Pożeracze Słońc (2011)
  1. Goblet of Bitterness
  2. Pożeracze słońc (Swallowers of Suns)
  3. Sznur (The Rope)

Albumy studyjne
- Magia gwiezdnej entropii (2013)
  1. Intro – Left Hand Prayers
  2. Trąby zagłady cz. II
  3. Śmierć cieplna wszechświata
  4. Slaying the Spiritless Abel
  5. Magia gwiezdnej entropii

Kompilacje
- Trąby Zagłady / Pożeracze Słońc (2014)
  1. Trąby zagłady
  2. Instrumental
  3. Triumfalny taniec...
  4. Goblet of Bitterness
  5. Pożeracze słońc
  6. Sznur

W listopadzie 2000 roku album Magia Gwiezdnej Entropii został ponownie wydany na płycie winylowej 12" w kolorze czarnym oraz dodatkowo w limitowanych seriach w kolorze czerwonym oraz szarym. W październiku 2023 roku w sprzedaży pojawiła się ponowna edycja albumu Pożeracze Słońc na płycie winylowej 12" w kolorze czarnym oraz limitowanych seriach w kolorze purpurowym oraz szarym, ograniczonych do 100 egzemplarzy każda. Na płycie z tej edycji znalazły się dodatkowo niepublikowane wcześniej wersje utworów z albumu Pożeracze Słońc o alternatywnej wersji partii wokalnych oraz gitarowych partii solowych.